# Kassem Istanbouli

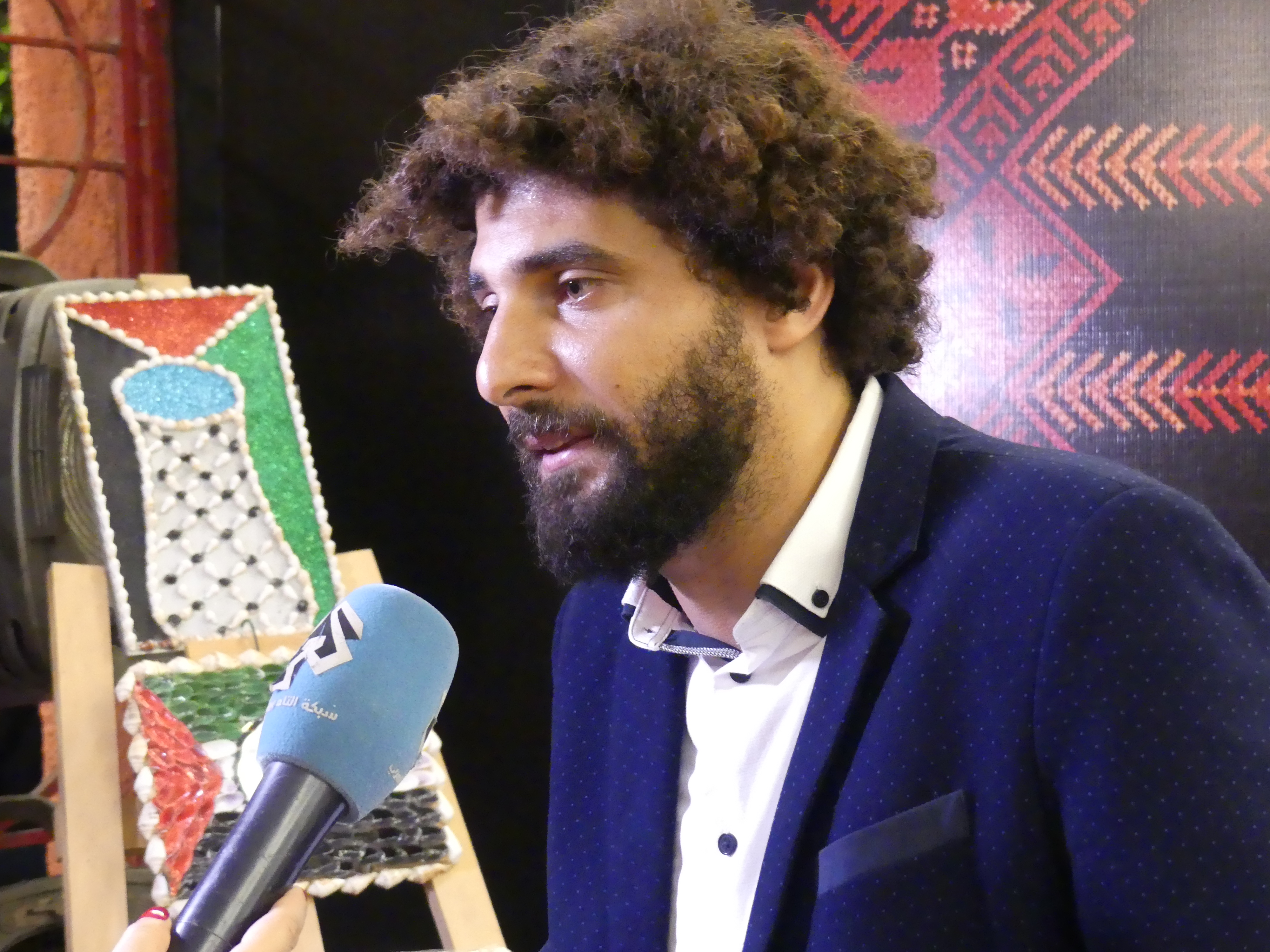

Kassem Mohammad Istanbouli, conocido artísticamente como Kassem Istanbouli (Líbano, 14 de julio de 1986) es un actor y director de teatro libanés de madre palestina.

## Carrera artística
Ha trabajado como actor en la serie televisiva Foyer Albert del director Bruno Tobbal en el año 2008, y más recientemente, en el año 2011, en la serie Alghalibon del director Basil Alkhatib, ambas en el Líbano.
En el cine, participó como actor en los largometrajes 33 days, rodado en Irán en el año 2010 por el director Jamal Chorjh, y Et maintenant on vait ou? rodado por la directora Nadine Labaki en el año 2011 en el Líbano. Ha dirigido y participado como actor en el cortometraje Death Road, rodado en el Líbano en el año 2011.

## Obras teatrales
Sus principales trabajos teatrales hasta la fecha han sido:
- Picnic in the field, adaptación de la obra del escritor español Fernando Arrabal a la situación vivida durante la guerra civil del Líbano en clave de comedia trágica y que resultó premiada por el Ministerio de Cultura del Líbano en el Festival Universitario del año 2009,  esta obra fue representada en Siria y Líbano en el año 2010.

- Koum Yaba, monodrama en clave de comedia trágica basado en la obra del escritor Salman Natour sobre la historia de Palestina desde 1.948 hasta nuestros días y que nació para ser representado por las calles del Líbano y de Gaza en el año 2010, habiendo sido representado también en el Centro Autogestionado La Tabacalera de Lavapiés de Madrid, España, en mayo de 2011.

- Hawamish obra producida por el Centro para la Rehabilitación de Víctimas de la Tortura en Líbano, KIAM, y que es un manifiesto contra la violencia hacia las mujeres.

- El Tribunal del Pueblo, obra representada en el año 2010 en las calles de Beirut reclamando el pleno reconocimiento a la ciudadanía de las mujeres del Líbano.

- Experiencia del Mural, obra basada en un poema mesopotámico del siglo XVII que trabaja los símbolos y las emociones del poema a través de la danza y la música árabe tradicional y que fue seleccionada por el Festival Internacional de Teatro Clásico de Almagro, España, como finalista del Concurso Almagro Off para su representación el 10 de julio de 2011.

- Zanka Zanka, un recorrido por las revoluciones árabes ocurridas en el año 2011 en clave de sátira, y que ha sido representada en el Líbano.